# International Council for Open and Distance Education
International Council for Open and Distance Education (més conegut per les seves sigles ICDE) és una organització global liderada per membres en l'àmbit de l'educació en línia, oberta, flexible i millorada amb tecnologia. Està format per més de 200 institucions i organitzacions d'educació superior, establertes en uns 84 països.
Fundat el 1938, des de 1988 té la seva secretaria permanent a Oslo, Noruega, on està registrat com organització sense ànim de lucre. És finançat en part per una subvenció del govern de Noruega. Des de 1960, l'ICDE té un acord d'associació amb la UNESCO.